# Rodrigo Garnica
Rodrigo Garnica (n. Ciudad de México, 21 de julio de 1942) es un escritor y médico mexicano; su obra literaria ha sido reconocida con varios premios nacionales, entre ellos recibió el Premio Nacional de Novela José Rubén Romero en 2003 por La pregunta y  el Premio Bellas Artes de Narrativa Colima para Obra Publicada en 2012 por Los ácratas.

## Biografía
Rodrigo Garnica nació el 21 de julio de 1942 en la Ciudad de México. Estudio medicina en la Facultad de Medicina de la Universidad Nacional Autónoma de México y se especializó en psiquiatría. Además de ejercer su profesión, su afición a las letras lo llevó a inscribirse en un taller literario impartido por Elena Poniatowska. Su obra literaria ha sido calificada como notable por «sus aportaciones a la narrativa costumbrista y su actualización a la realidad contemporánea de México».

## Premios y reconocimientos
Garnica recibió el Premio Nacional de Novela José Rubén Romero en 2003 por La pregunta, otorgado por el Gobierno del estado de Michoacán y el Instituto Nacional de Bellas Artes (INBA); el Premio Bellas Artes de Narrativa Colima para Obra Publicada en 2012 por Los ácratas, otorgado por el Consejo Nacional para la Cultura y las Artes, el INBA y la Universidad de Colima; y el Premio de Narrativa de los Décimos Juegos Florales Ramón López Velarde en 2017 por Memoria ofendida como memorioso, otorgado por el Gobierno de Jerez, Zacatecas.

## Obra
Entre sus obras se encuentran:

### Antología
- Para aclarar los sucesos (1979)
- Cuentos de locos para locos (2013)

### Ensayo
- El botánico del manicomio (1997)

### Novela
- Mujer de fin de semana (1981)
- Crónica de una noche interminable (1982)
- El íncubo y la doncella (2002)
- La pregunta (2004)
- El cerco de tu piel (2007)
- Los ácratas (2011)
- Los años y los días (2013)
- Perfil de la derrota (2014)
- Palimpsesto (2015)
- La memoria ofendida (2017)
- Los Justicieros (2018)